# Ильинская церковь (Уфа)
Ильинская церковь (церковь Илии Пророка) — уничтоженная православная приходская церковь в Старой Уфе города Уфы.
Располагалась на углу Большой Ильинской и Малой Ильинской улиц, и Митрофановского переулка (ныне — во дворе домов по улице Заки-Валиди, 64 и 64/1), и имела самую большую колокольню в городе.
Являлась приходской церковью С. Т. Аксакова. В хоре церкви пел Ф. И. Шаляпин.

## Архитектура
Одноглавая кирпичная церковь с отдельно расположенной колокольней с восемью колоколами. Четверик с позакомарными завершениями фасадов, завершённый небольшим барабаном с луковичным куполом.
Построена в стиле позднего классицизма (русского ампира) с декором в формах русско-византийского стиля, и содержала элементы псковской школы, архитектура которой была нехарактерной для Уфы.

## История
В начале XIX века в Старой Уфе, в этом месте у Шугуровской горы, у Фроловского ручья и оврага находились две деревянные церкви: тёплая — во имя святых мучеников Флора и Лавра, и холодная — во имя святого пророка Ильи. Считается, что обе церкви построены в XVII веке, и относятся к началу построения города Уфы — близ них находились Ильинская и Фроловская башни и одноимённые ворота.
В 1816 за ветхостью разобрана Фроловская церковь.
В 1831, во время эпидемии холеры, прихожане этих двух церквей дали обет построить здесь каменную церковь вместо деревянных.
В 1841 (или 1842) здесь построена деревянная часовня по случаю прекращения моровой сибирской язвы в Уфе, и некоторое время, ежегодно, 18 августа к часовне совершали крестный ход из Воскресенского собора.
В конце XIX века часовня была уже каменной, и перед ней 18 августа совершался молебен святым мученикам Флору и Лавру, с водосвятием и окроплением святой водой приводимых сюда лошадей.
В 1846, на месте разобранной Фроловской церкви, заложен фундамент новой Ильинской церкви, но строительство остановилось вплоть до 1853. В 1853–1855 возведена при активном участии её настоятеля М. А. Архангельского. Осенью 1856 началось возведение отдельно стоящей колокольни, на которой установлено восемь колоколов. В 1861 закончено строительство — тогда же, разобрана деревянная Ильинская церковь и перевезена в село Авдон.
16 февраля 1858 освящён придел во имя Святого Митрофана Воронежского, 17 октября 1861 освящён главный престол во имя Святого пророка Ильи, 22 сентября 1863 освящён придел во имя Святого Николая Чудотворца.
Самый большой из колоколов, весом 304 пуда 34 фунта, установлен на пожертвования в 6000 рублей А. А. Нагарёва, и отлит в память о чудесном избавлении от опасности семьи Александра III во время крушения императорского поезда 17 октября 1888 у станции Борки. В 1893 украшена стенною живописью.
Закрыта в 1931. Известно, что в 1940-х в здании располагались тюрьма и медицинское училище. Позднее снесена. Ныне на месте территории церкви находятся жилой дом и коммерческое здание.

## Утварь
В церкви находились древние иконы Святого пророка Илии и Святых мучеников Флора и Лавра, а также древнее Евангелие, напечатанное в Москве при царе Алексее Михайловиче, и плащаница, расписанная художником О. И. Тимашевским. Судьба древних икон и Евангелия неизвестна.
Особенно ценным считался престольный серебряно-золотой крест, устроенный в 1830-х полковником Комелевым (подобный престольный крест находился в Смоленском соборе также устроенный на деньги Комелева в 1786). В этом кресте имелись мощи казанских чудотворцев Гурия, Варсонофия и Германа, также мощи Сергия Радонежского, Дмитрия Солунского и других.

## Настоятели
1850-е — М. А. Архангельский. 1865–1898 — А. П. Медиоланский.

## В искусстве
Церковь и Митрофановский переулок изображены на картине «Уфимский осенний пейзаж» Н. Г. Златогорского (1914) из Уфимского художественного кружка. Также церковь изображена на картине «Бывшая в Уфе Ильинская церковь» В. Б. Домашникова (2019), сделанной по фотографии А. А. Зираха.

## Галерея

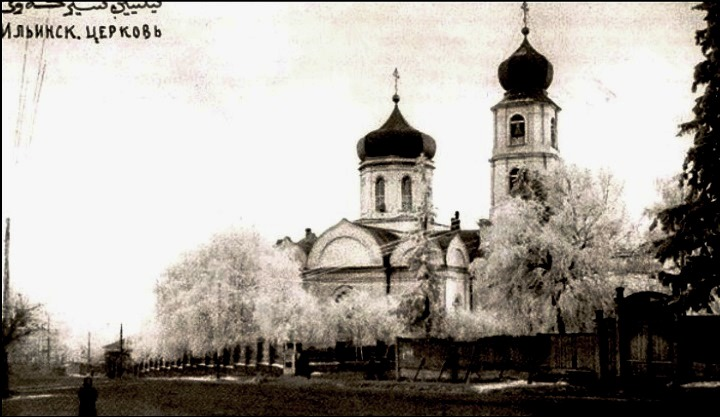
Ильинская церковь на фотографии А. А. Зираха.
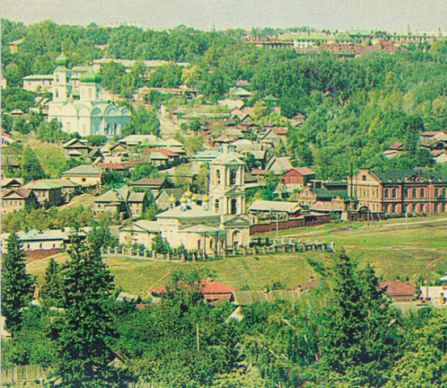
Ильинская и Троицкая церкви на фотографии С. М. Прокудина-Горского.
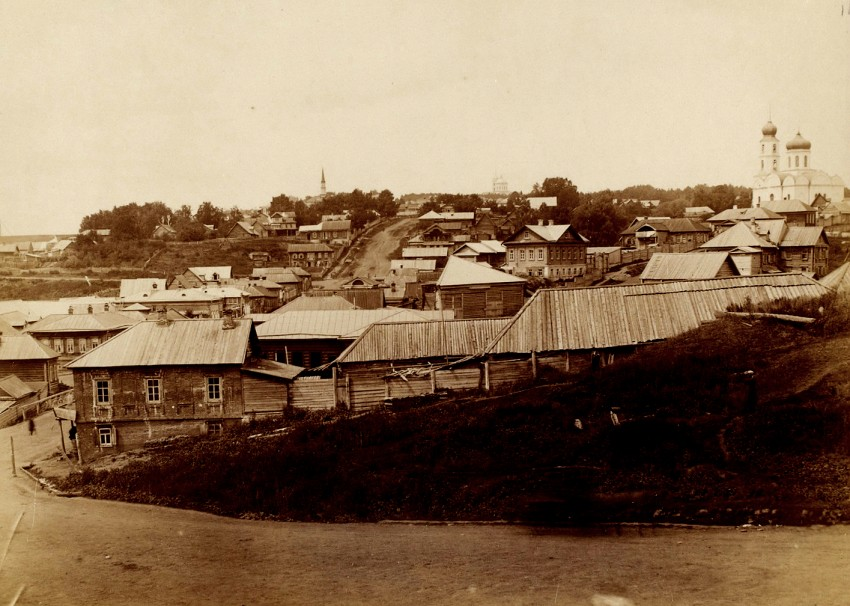
Вид с Сергиевской горы у Сергиевской церкви.
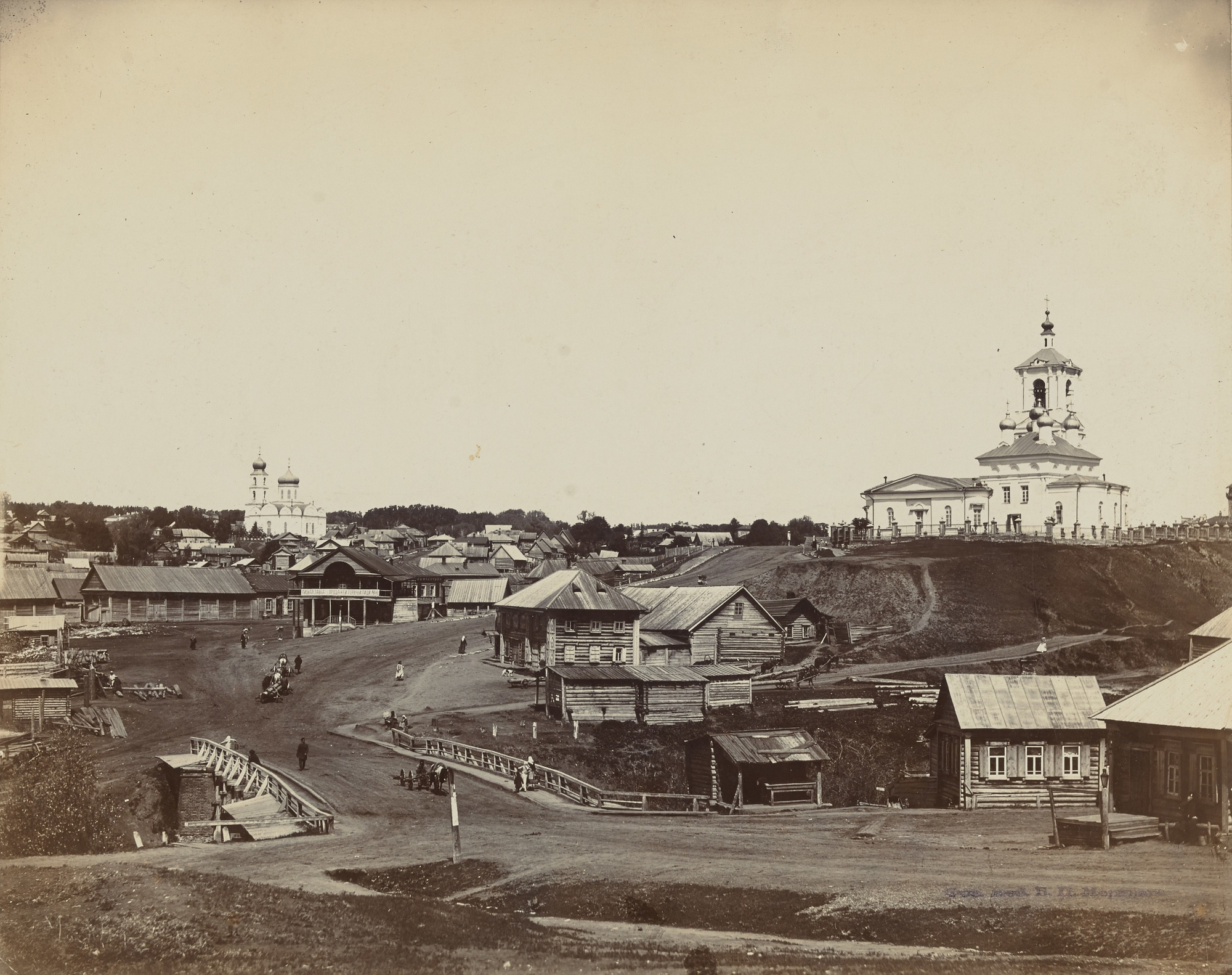
Вид с Усольской горы у Сутолоцкого моста.
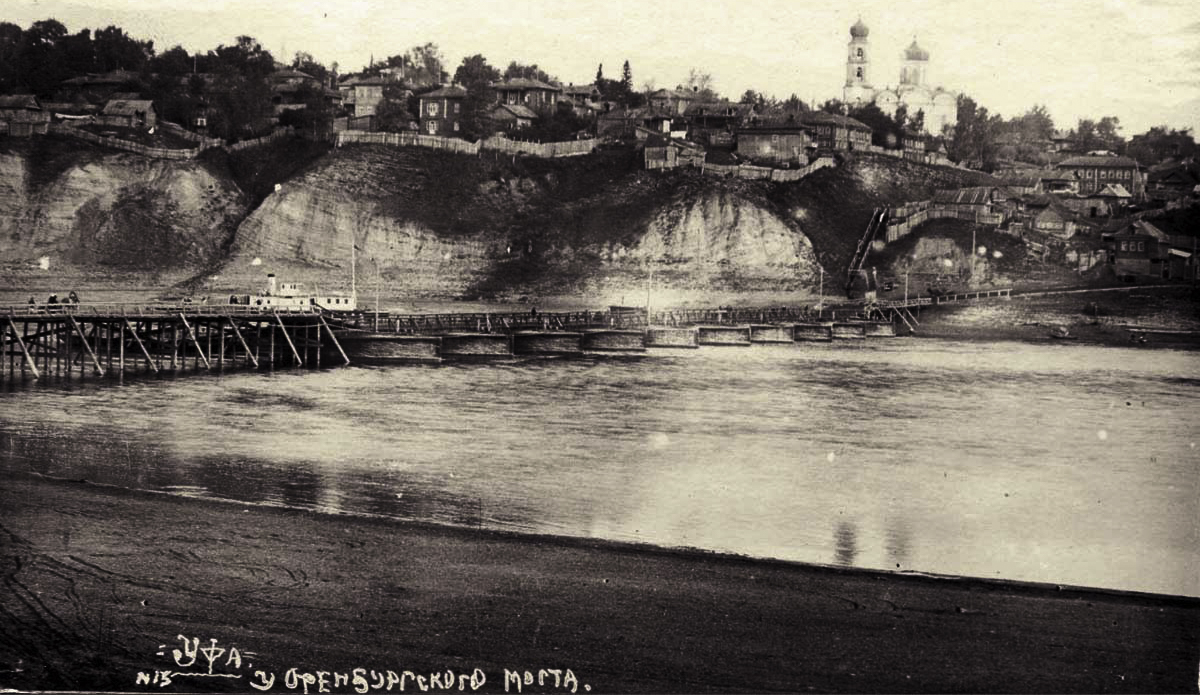
Вид с Оренбургской переправы.